# Kırklareli
Kırklareli (en antic otomà Kırk Kilise, Kırkkilise, Kırk Kinise o Kırknisa; en búlgar Лозенград, Lozengrad, que vol dir 'Ciutat de les vinyes'; en àzeri Qırxlareli; en grec Σαράντα Εκκλησιές, Saranda Ekklisiés, o Σαράντα Ἐκκλησίαι Saranda Ekklisíe) és una ciutat de Turquia, capital de la província de Kırklareli, a la Tràcia oriental, a la part europea del país. Es diu que fou el primer establiment organitzat del continent europeu. A la rodalia hi ha la cova Dupnisa (de quatre milions d'anys), el nom de la qual deriva de Dionís.
El 2009 tenia 64.265 habitants.

## Història
No se sap quan es va fundar ni el nom que portava en època clàssica; s'ha suggerit Heraclea, però hi ha opinions en contra. Els romans d'Orient la van anomenar Σαράντα Ἐκκλησίαι (Saranda Ekklesíe) o 'Quaranta Esglésies' (més modernament Σαράντα Εκκλησιές, Saranda Ekklisiés), nom que es va traduir literalment al turc com a Kırk Kilise.
Fou ocupada pels otomans el 1368/1369 i el primer edifici construït fou la mesquita d'Atik (avui en ruïnes) i fou poblada per nòmades d'Anatòlia que foren coneguts com els yürüks de Kır Kilise. Va pertànyer al sandjak de Vize, a Rumèlia, i més tard va esdevenir sandjak. Al segle xvi tenia sis barris o mahalles: Djamii Atik, Djamii Kebir, Hadjdji Zekeriya, Sultan Bayezid Khan Kethudad, Yaprakil i Karadja Ibrahim, amb 283 focs (2.000 habitants), i disposava de mesquita, mercat, la font de Köprübaşi, cafè i altres llocs. Al segle xviii hi havia una notable població grega, similar en nombre a la població musulmana.
La ciutat va passar a Bulgària pel tractat de San Stefano (3 de març de 1878) però fou retornada als otomans conforme al tractat de Berlín (13 de juny a 13 de juliol de 1878); el 1899 el sandjak tenia més búlgars i grecs que turcs, i la població total era de 18.325 habitants. El 1912 fou ocupada breument pels búlgars, però va ser recuperada pels otomans el 8 de juliol de 1913. El 1914 al sandjak hi vivien 22.022 musulmans, 14.154 grecs, 1.599 búlgars i 789 jueus.
Després de l'armistici de Mudros de novembre de 1918, els grecs van ocupar la població (1919) i la van conservar fins al 10 de novembre del 1922, quan fou recuperada pels turcs. Després del tractat de Lausana la població grega va haver d'abandonar la ciutat. Una població de 3.700 meglenoromanesos de Notia, l'única població de meglenoromanesos del nord de Grècia, es van poder establir a Kırklareli i foren coneguts com a karadjovalides (del nom turc de Moglena); a la mateixa ciutat es van establir 110 famílies i en pobles petits a la rodalia unes 400, en total uns 2.000. Molts han estat absorbits pels turcs i avui dia només en queden 500.
El 20 de desembre de 1924, Kırk Kilise va ser rebatejada Kırklareli.